# Uljanik (Gerzence)
Uljanik falu Horvátországban Belovár-Bilogora megyében. Közigazgatásilag Gerzencéhez tartozik.

## Fekvése
Belovártól légvonalban 43, közúton 54 km-re délkeletre, községközpontjától légvonalban 8, közúton 9 km-re délkeletre, a 26-os számú főút mentén, Hrastovac és Blagorodovac között, a Čavlovica-patak jobb partján fekszik. Határának legnagyobb része rét, erdő és mezőgazdasági terület.

## Története
A térséget a 16. század közepén szállta meg a török. A lakosság legnagyobb része az ország biztonságosabb részeire menekült, másokat rabságba hurcoltak. Ezután ez a vidék mintegy száz évre lakatlanná vált. A török uralom után a területre a 17. századtól folyamatosan telepítették be a keresztény lakosságot. 1700 körül III. Arsenije Čarnojević pravoszláv szerb pátriárka vezetésével nagyszámú szerb lakosság telepedett le Pakrác és Daruvár környékére. Miután újraalakították Pozsega vármegyét Uljanik a szomszédos településekkel együtt a pakráci uradalom része volt. Több tulajdonos után 1765-re a vármegye főispánjának gróf daruvári Jankovich Antalnak a birtoka lett. Jankovich aki kiemelkedő szerepet játszott a vármegye fejlesztésében ide is telepített újabb jelentős számú, főként pravoszláv szerb lakosságot.
A település 1774-ben az első katonai felmérés térképén a falu „Dorf Uljenik” néven szerepel. Lipszky János 1808-ban Budán kiadott repertóriumában „Ullinyak” néven szerepel.  
Nagy Lajos 1829-ben kiadott művében „Ulenyák” néven 99 házzal, 26 katolikus és 814 ortodox vallású lakossal találjuk.
Magyar Királyságon belül Horvátország részeként, Pozsega vármegye Daruvári járásának része volt. A településnek 1857-ben 408, 1910-ben 859 lakosa volt. Az Osztrák–Magyar Monarchia idejében a kedvező megélhetési feltételek hatására jelentős számú német és cseh lakosság telepedett le a faluban. Az 1910-es népszámlálás szerint lakosságának 30%-a cseh, 26%-a szerb, 14%-a német, 12%-a horvát, 7%-a magyar anyanyelvű volt. 1918-ban az új szerb-horvát-szlovén állam, majd később Jugoszlávia része lett. 1941 és 1945 között a németbarát Független Horvát Államhoz, majd a háború után a szocialista Jugoszláviához tartozott. A háború után a fiatalok elvándorlása miatt lakossága folyamatosan csökkent. 1991-től a független Horvátország része. 1991-ben lakosságának 34%-a horvát, 30%-a szerb, 14%-a cseh nemzetiségű volt. 2011-ben a településnek 287 lakosa volt.

## Lakossága
| Lakosság változása | Lakosság változása | Lakosság változása | Lakosság változása | Lakosság változása | Lakosság változása | Lakosság változása | Lakosság változása | Lakosság változása | Lakosság változása | Lakosság változása | Lakosság változása | Lakosság változása | Lakosság változása | Lakosság változása | Lakosság változása |
| ------------------ | ------------------ | ------------------ | ------------------ | ------------------ | ------------------ | ------------------ | ------------------ | ------------------ | ------------------ | ------------------ | ------------------ | ------------------ | ------------------ | ------------------ | ------------------ |
| 1857               | 1869               | 1880               | 1890               | 1900               | 1910               | 1921               | 1931               | 1948               | 1953               | 1961               | 1971               | 1981               | 1991               | 2001               | 2011               |
| 408                | 982                | 1.175              | 779                | 948                | 859                | 857                | 847                | 684                | 682                | 676                | 531                | 551                | 399                | 332                | 287                |

## Nevezetességei
- Keresztelő Szent János tiszteletére szentelt szerb pravoszláv parochiális templomát 1760-ban építették. Egyhajós épület keletre néző félköríves apszissal. Harangtornya a nyugati homlokzat felett áll. Ikonosztáza 1903-ban készült.  A templomot 1956-ban teljesen megújították. A parókiát 1991-ben a délszláv háború idején feltörték és kifosztották.
- A Lourdes-i Szűzanya tiszteletére szentelt római katolikus temploma 1900-ban épült a falu akkori birtokosa Biedermann Ottó és felesége Margit támogatásával. Egyhajós épület nagyméretű félköríves ablakokkal, északra néző félköríves apszissal. A hajóhoz délről csatlakozik a sekrestye. A délkeleti főhomlokzatot a bejárat két oldalán Szent Antal és Szent Flórián szobrai díszítik.

## Gazdaság
A helyi gazdaság alapja a mezőgazdaság. A lakosság földműveléssel, gabona-, gyümölcs- és zöldségtermesztéssel, valamint állattartással foglalkozik. A településen két kereskedelmi egység működik, vendéglátóipari egysége a Zrinski. A havonta megtartott állatvásáron az állatok mellett mezőgazdasági termékeket is árulnak.

## Egyesületek
- A település önkéntes tűzoltóegyletét 1924-ben alapították. Ugyanebben az évben épült fel a tűzoltószerház a település központjában. Az egyesület keretében fúvószenekar működik, melynek az alakulásnál 12 tagja volt.
- Šljuka vadásztársaság.

## Sport
- Az NK Polet Uljanik labdarúgóklubot, 1966-ban alapították.
- ŠRU Štuka Uljanik sporthorgászklub.